# Wail al-Habashi
Wail Sulaiman al-Habashi (arabisch وائل سليمان أحمد المحيسن الحبشي Wāʾil Sulaimān Aḥmad al-Muḥaisin al-Ḥabašī; * 24. August 1964) ist ein ehemaliger kuwaitischer Fußballspieler, der auch in der Nationalmannschaft gespielt hat.

## Karriere

### Verein
Er spielte in den Jahren von 1987 bis 1996 bei seinem einzigen Klub, dem al-Jahra SC in Kuwait. Dabei konnte er mit seiner Mannschaft in der Saison 1989/90 der Kuwaiti Premier League die Meisterschaft gewinnen. In den letzten beiden Saisons bei diesem Verein erreichte er mit der Mannschaft allerdings nur noch zweistellige Plätze in der Tabelle. Nach der Saison 1996/97 beendete er seine Karriere als Vereinsspieler.

### Nationalmannschaft
Sein erstes Spiel mit der Nationalmannschaft spielte er im Viertelfinale der Asienspiele 1986 gegen China, bei welchen die Mannschaft den dritten Platz belegte. Im gleichen Jahr konnte er den Golfpokal im bahrainischen Manama mit der Mannschaft gewinnen. Danach war er noch Spieler im Kader für die Fußball-Asienmeisterschaft 1988 in Katar und konnte 1990 zwei Jahre später erneut den Golfpokal im heimischen Kuwait gewinnen. Ebenfalls wurde er in einem Freundschaftsspiel am 21. Januar 1990 zuhause gegen die französische Nationalmannschaft im Al-Sadaqua Walsalam Stadium eingesetzt; dabei erzielte Laurent Blanc für Frankreich das einzige Tor. Bei den Asienspielen 1994 in Japan konnte er mit seiner Mannschaft den dritten Platz erreichen und wurde über das gesamte Turnier gesehen zudem Torschützenkönig mit sechs Toren. Den Titel erneut mit der Mannschaft gewinnen konnte er dann beim Golfpokal 1996 im Oman. Zum Ende der Karriere nahm er noch an der Asienmeisterschaft 1996 in den Vereinigten Arabischen Emiraten mit drei Einsätzen teil, wobei das Turnier für die Mannschaft im Halbfinale gegen die Vereinigten Arabischen Emirate endete. Mit seinem Rücktritt am 27. Dezember 1998 beendete er dann auch seine Karriere als Nationalspieler. Er wurde zum ersten kuwaitischen Nationalspieler mit mehr als einhundert Einsätzen. Insgesamt waren es am Ende seiner Karriere 109.